# Prepress
Prepress je příprava materiálů, zejména grafiky do tisku. Obrázky pro přípravu se nazývají výtažky, obrázky pro tisk nazýváme předlohy. Prepress v angličtině znamená „předcházející tisku“.
Předloha se původně fotografovala pomocí velikých měchových kamer. Byla uložena v rámu před objektivem kamery. Na matnici se nastavilo zvětšení (zmenšení) a obraz se zaostřil, místo matnice se dal citlivý materiál, provedl se osvit, čímž vznikl negativ.
Obraz se obracel pomocí zrcadel, která se umisťovala před objekty. Na rastrový polotón byl obrázek přeměněn pomocí kruhové autotypické sítě (dvě skla kruhová, s vyleptanými linkami a v nich zatřená černá barva, skla na sebe nalepena tak, aby svíraly linky pravý úhel), která se umisťovala od vstupu před citlivý materiál.
Při zhotovování výtažků pro CMYK se kruhová síť natáčela pro každou barvu o 15° o proti předchozí. Kruhová síť se natáčela, aby při soutisku barev nevznikalo moaré.
Kromě natáčení se každá barva exponovala přes barevný filtr složený ze dvou ostatních barev.
Před filtr se také dávala clona, která měla vliv na tvar tiskového bodu, diamant.
Dnes se používá jako předlohy digitální fotografie, která se dodává v přenosném médiu nebo posílá emailovou poštou a opět se zpracovává jako klasické předlohy, ovšem pomocí softwaru na počítači.
Zdroj: Technologie SSUD